# Meridiano 105 E
O meridiano 105 E é um meridiano que, partindo do Polo Norte, atravessa o Oceano Ártico, Ásia, Oceano Índico, Oceano Antártico, Antártida e chega ao Polo Sul. Forma um círculo máximo com o Meridiano 75 W.
Começando no Polo Norte, o meridiano 105º Este tem os seguintes cruzamentos:
| País, território ou mar | Notas |
| ----------------------- | --- |
| Oceano Ártico           | |
| Rússia                  | Krai de Krasnoyarsk - Ilha Bolchevique |
| Oceano Ártico           | |
| Rússia                  | Krai de Krasnoyarsk Oblast de Irkutsk Krai de Krasnoyarsk Oblast de Irkutsk Krai de Krasnoyarsk Oblast de Irkutsk Krai de Krasnoyarsk Oblast de Irkutsk Buriácia (até ao Lago Baikal) |
| Mongólia                | |
| China                   | Mongólia Interior Ningxia Gansu Sichuan Yunnan Guizhou Guangxi Yunnan |
| Vietname                | |
| Laos                    | |
| Tailândia               | |
| Camboja                 | |
| Vietname                | |
| Oceano Pacífico         | Mar da China Meridional · Estreito de Karimata - passa a leste da Ilha Lingga e a oeste da Ilha Bangka, Indonésia                                                                     |
| Indonésia               | Samatra |
| Oceano Índico           | Passa a oeste da ilha Panaitan, Indonésia |
| Oceano Antártico        | |
| Antártida               | Território Antártico Australiano, reclamado pela Austrália |